# أولادزيمير ماكوفسكي
أولادزيمير ماكوفسكي (بالروسية: Маковский, Владимир Михайлович)‏ هو لاعب كرة قدم بيلاروسي في مركز الهجوم، ولد في 23 أبريل 1977 في مالادزيشنا في بيلاروس. شارك مع منتخب بيلاروسيا تحت 21 سنة لكرة القدم ومنتخب بيلاروس لكرة القدم. أما مع النوادي، فقد لعب مع بالتيكا كالينينغراد ودينامو كييف ودينامو مينسك وسيسكا كييف وغرانيت ميكاشيفيتشي ونادي فورسكلا بولتافا ونادي كشله ونادي نافتان نوفوبولوتسك.

## وصلات خارجية
- أولادزيمير ماكوفسكي على موقع الاتحاد الدولي (مؤرشف)  (الإنجليزية)
- أولادزيمير ماكوفسكي على موقع اتحاد أوكرانيا (الإنجليزية)
- أولادزيمير ماكوفسكي على موقع قاعدة بيانات كرة القدم.إي يو (الإنجليزية)
- أولادزيمير ماكوفسكي على موقع ناشيونال فوتبول تيمز (الإنجليزية)
- أولادزيمير ماكوفسكي على موقع Soccerway.com (الإنجليزية)